# Mięsień zginacz promieniowy nadgarstka

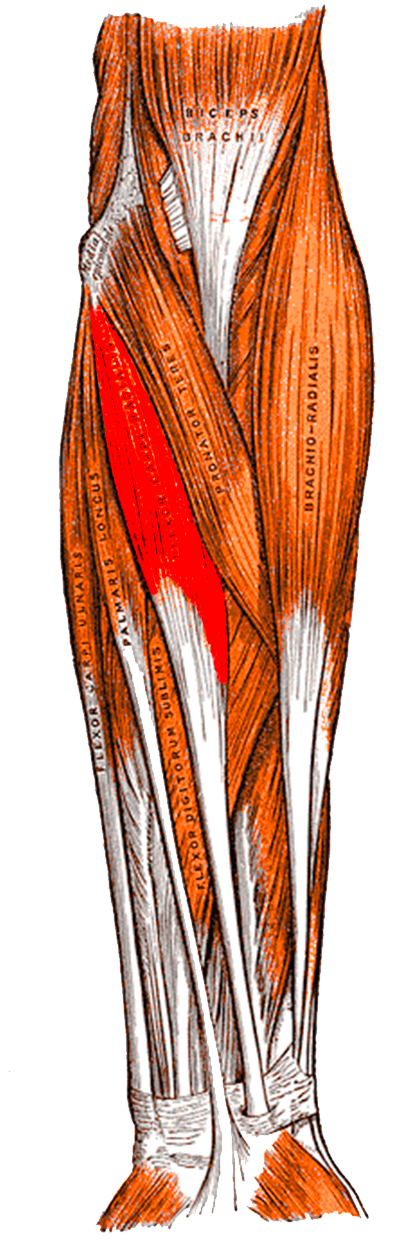
Mięsień zginacz promieniowy nadgarstka oznaczony na czerwono

Mięsień zginacz promieniowy nadgarstka (łac. musculus flexor carpi radialis) – w anatomii człowieka podłużny, wrzecionowaty mięsień kończyny górnej leżący w warstwie powierzchownej grupy przedniej mięśni przedramienia. Jest położony przyśrodkowo w stosunku do mięśnia nawrotnego obłego, przyczep proksymalny ma na nadkłykciu przyśrodkowym kości ramiennej i na powięzi przedramienia. Dodatkowo zrasta się z sąsiadującymi mięśniami. Mięsień przebiega skośnie ku dołowi, przechodząc w długie mocne ścięgno skierowane ku promieniowej stronie nadgarstka. Przebiega ono osobno pod troczkiem zginaczy, następnie w bruździe kości czworobocznej większej, kończąc się na podstawie II i III kości śródręcza.
Unaczyniony jest przez gałęzie od tętnicy promieniowej, a unerwiony przez gałąź nerwu pośrodkowego.
Jego funkcją jest zginanie i odwodzenie ręki w stawie promieniowo-nadgarstkowym w stronę promieniową, poza tym nieznaczne zginanie w stawie łokciowym i nawracanie przedramienia.